# 福柏医院
36°04′05.09″N 120°19′04.8″E / 36.0680806°N 120.318000°E
福柏医院（德語：Faberkrankenhaus）为青岛德占时期的一家私营医院，其旧址位于中国山东省青岛市市南区安徽路21号，建于1906-1907年，现为山东省文物保护单位。

## 历史

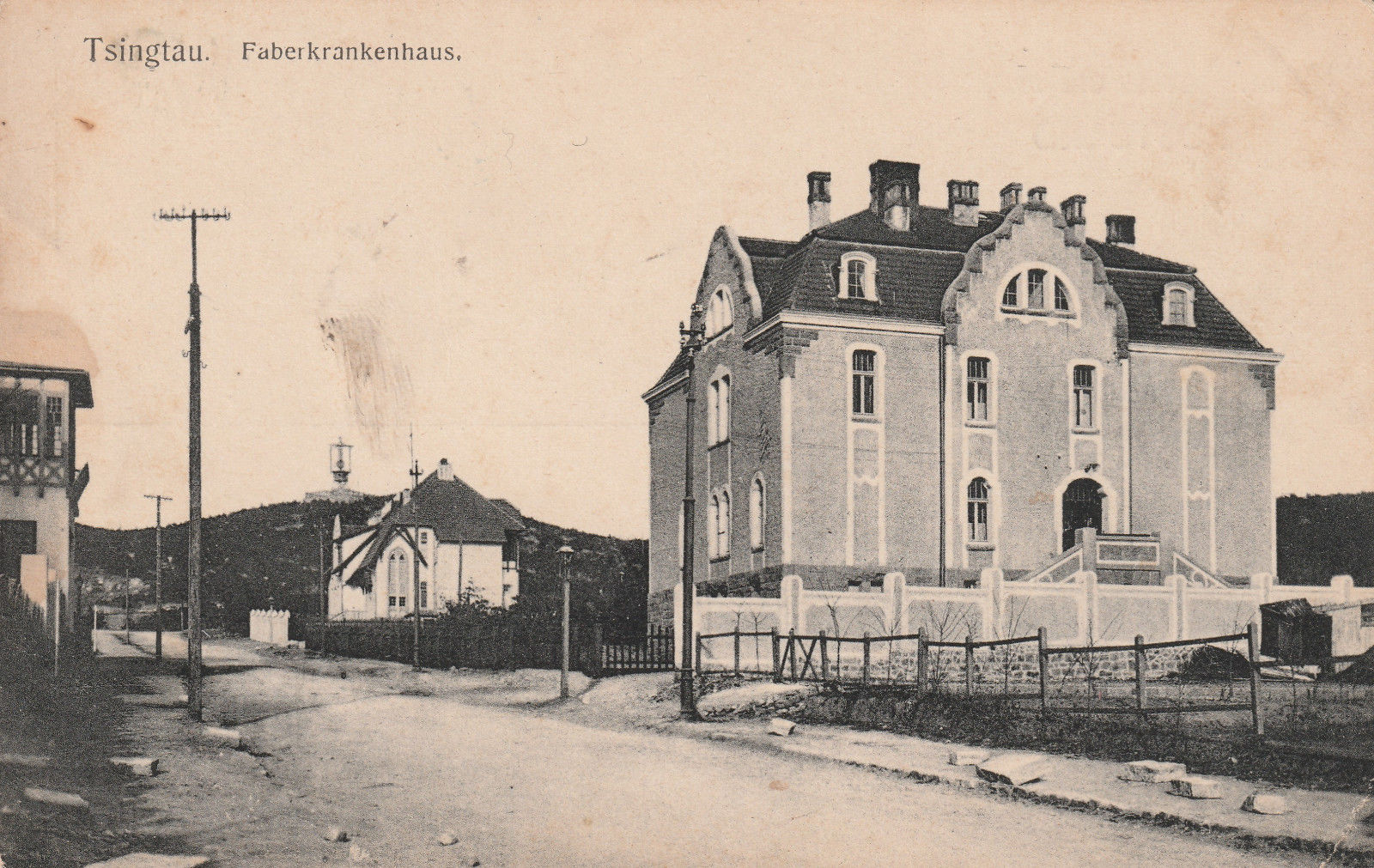
建成之初的福柏医院，临德县路立面

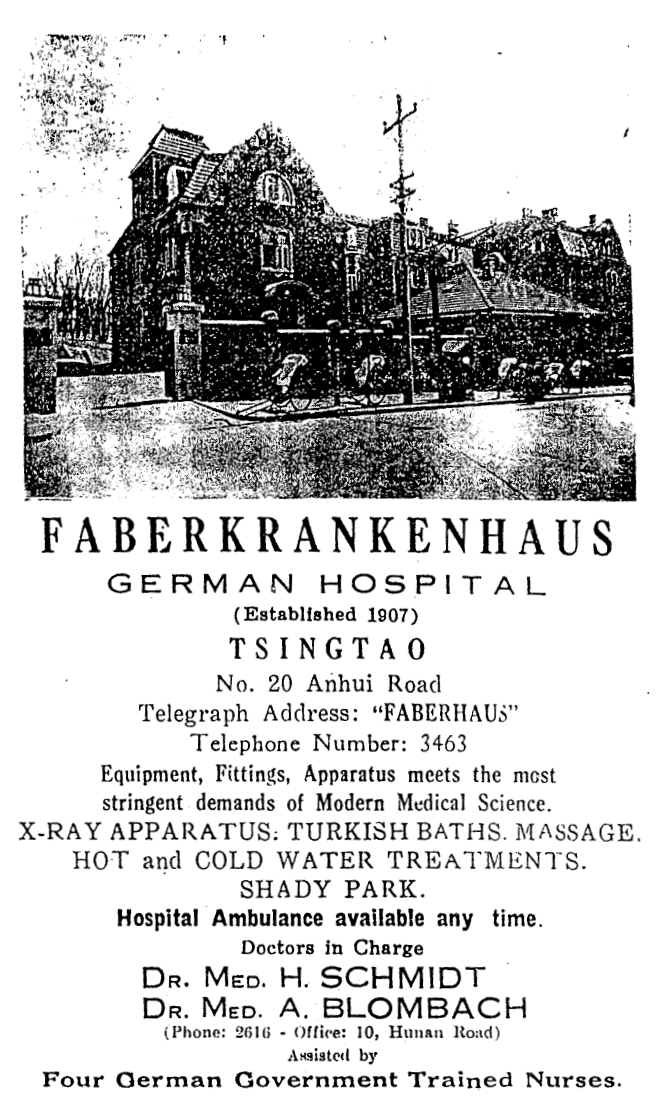
1940-1941年青岛行名录收录的福柏医院广告，上方的照片显示了福柏医院扩建部分临安徽路立面的原貌

1906年，一家由德国侨民成立的协会集资在崂山街（Lauschanstraße，今安徽路的德县路以北路段）霍恩洛厄路（Hohenloheweg，今德县路）路口东侧建设了一座医院，于1907年建成，以1899年病逝于青岛的德国汉学家、同善会传教士花之安的名字命名为福柏医院。医院由该协会出资经营，主要为青岛欧美侨民提供较为高档的医疗、疗养服务。医院内有11间带阳台的病房、在当时已属先进的X光检查室、拥有大量新设备的外科手术室，设备均为青岛德国公司或个人所捐赠，另设有各种浴室和按摩室。医院室外附设庭院、园林，以突出医院的疗养特色。
1912年10月普鲁士亲王海因里希访问青岛时曾与胶澳总督麦维德参观该医院，海因里希对医院环境与设施大加赞赏，福柏医院因此在东亚欧美侨民中获得了极高声誉。1914年11月日军占领青岛后，该医院并未被日本军方没收，仍由德国侨民管理。1930年代的福柏医院在欧美侨民及上层华人中仍享有很高声誉，院长汉斯·施密特（Hans Schmidt）及主治医师奥古斯特·布洛姆巴赫（August Blombach）、弗里茨·埃特尔（Fritz Eitel）曾在湖南路10-12号公寓为私人病患设立咨询事务所。1934-1935年，由于原有房舍不敷使用，医院在主楼东北侧以相似的建筑风格扩建了新的建筑，工程由德国建筑师李希德（Paul F. Richter）负责。
1945年二战结束后，大部分青岛德侨被遣返回国，福柏医院仍由部分德国医生留守管理，但因美国人的干预而出现管理混乱。1946年冬，由于用火不慎，医院发生火灾，屋顶被焚毁，次年进行修复时并未恢复原貌，而是草草将屋顶改建为平顶三层。1949年青岛解放后，福柏医院于1950年1月被青岛市卫生局接管，1951年12月改名青岛市人民医院。1978年3月（一说1973年3月），原福柏医院主楼南侧临德县路处建成一栋门诊大楼。1980年11月，人民医院冠名“青岛市红十字医院”。
2000年，福柏医院旧址列入第一批青岛市历史优秀建筑名单。2005年1月，人民医院并入青岛市市立医院，原福柏医院旧址及部分附属建筑划归青岛市市立医院集团旗下的青岛市皮肤病防治院，1970年代建成的原人民医院门诊楼（德县路17号）于2009年成为青岛市口腔医院新址。2013年3月1日，福柏医院旧址列入第二批市南区文物保护单位名单，2018年2月12日列入第十批青岛市文物保护单位，2022年1月14日列入第六批山东省文物保护单位。

## 建筑特色
福柏医院占地面积8432平方米，建筑面积1116.63平方米，主楼楼高两层，附设地下室和蒙莎屋顶阁楼，砖木石结构。主入口最初设于临德县路立面，临安徽路、德县路两立面分别起山墙，花岗岩墙基，水泥拉毛墙面，墙面以花岗岩装饰。楼内层高4米，为拼花水磨石地面，双层门窗。其入口处墙壁层嵌有该楼1907年建成时的钢制模型，是青岛唯一一处有本楼模型的近代建筑。

## 图集
- 主体建筑基本建成的福柏医院，东南面，1906年
- 福柏医院东南面及庭院，时间不详
- 西侧视角，1920年代
- 福柏医院旧址东南面现况，2015年6月
- 福柏医旧址西侧临德县路立面及原主入口现况
- 内部木制楼梯，2016年7月